# World Misanthropy
World Misanthropy EP je norveškog black metal-sastava Dimmu Borgir. Diskografska kuća Nuclear Blast Records objavila ga je u lipnju 2002.

## Popis pjesama
| 1.    | »Masses for the New Messiah«                   | 5:11 |
| 2.    | »Devil's Path 2000«                            | 6:05 |
| 3.    | »Blessings upon the Throne of Tyranny« (uživo) | 5:22 |
| 4.    | »Kings of the Carnival Creation« (uživo)       | 7:57 |
| 5.    | »Puritania« (uživo)                            | 3:06 |
| 6.    | »IndoctriNation« (uživo)                       | 6:10 |
| 33:51 |                                                |      |

## Zasluge
Dimmu Borgir
- Shagrath – vokal
- Silenoz – ritam gitara
- Galder – solo-gitara
- ICS Vortex – bas-gitara
- Mustis – klavijature, glasovir
- Nicholas Barker – bubnjevi

Dodatni glazbenici
- Andy LaRocque – gitara (na pjesmi "Devil's Path 2000")
- Nagash – bas-gitara (na pjesmi "Masses for the New Messiah")
- Tjodalv – bubnjevi (na pjesmi "Masses for the New Messiah")
- Astennu – solo-gitara (na pjesmi "Masses for the New Messiah")

Ostalo osoblje
- Joachim Luetke – umjetnički direktor
- Fredrik Nordström – miks (pjesme uživo)